# The Miser and the Child
The Miser and the Child è un cortometraggio muto del 1909 diretto da Lewin Fitzhamon.

## Trama
Un avaro costringe il bambino della figlia morta a fare l'accattone finché il piccolo non viene salvato dal ritorno del padre militare.

## Produzione
Il film fu prodotto dalla Hepworth.

## Distribuzione
Distribuito dalla Hepworth, il film - un cortometraggio di 205,74 metri - uscì nelle sale cinematografiche britanniche nell'aprile 1909.
Si conoscono pochi dati del film che, prodotto dalla Hepworth, fu distrutto nel 1924 dallo stesso produttore, Cecil M. Hepworth. Fallito, in gravissime difficoltà finanziarie, il produttore pensò in questo modo di poter almeno recuperare il nitrato d'argento della pellicola.